# Effectif actuel du Cool FM 103,5 de Saint-Georges
| No    | Nom                   | Nat. | Position             | Arrivée                           |
| ----- | --------------------- | ---- | -------------------- | --------------------------------- |
| +033, | Raphaël Girard        |      | Gardien de but       | 2019 - Marquis de Jonquière       |
| +038, | Sébastien Auger       |      | Gardien de but       | 2019 - Repêchage                  |
| +005, | Simon Demers          |      | Défenseur            | 2014 - 3L de Rivière-du-Loup      |
| +006, | Alexandre Roy         |      | Défenseur            | 2022                              |
| +015, | Louis-Patrice Giguère |      | Défenseur            | 2021 - Agent libre                |
| +017, | Allan Caron           |      | Défenseur            | 2019 - Repêchage                  |
| +018, | Alexandre Gosselin    |      | Défenseur            | 2018 - Repêchage                  |
| +028, | Marc-Éric Bourque     |      | Défenseur            | 2022                              |
| +036, | Mathieu Roy           |      | Défenseur            | 2011 - Repêchage                  |
| +045, | Raphaël Maheux        |      | Défenseur            | 2018 - Repêchage                  |
| +058, | Mathieu Gagnon        |      | Défenseur            | 2022 - Agent libre                |
| +078, | Bruno-Carl Denis      |      | Défenseur            | 2020 - Repêchage                  |
| +002, | André Thibault        |      | Attaquant            | 2021                              |
| +007, | Philippe Hudon        |      | Centre/Ailier droit  | 2018 - Repêchage                  |
| +010, | Yannick Tifu          |      | Centre               | 2018 - Pétroliers du Nord         |
| +011, | Michael Rhéaume       |      | Centre               | 2021 - 3L de Rivière-du-Loup      |
| +012, | Maxime Lacroix        |      | Centre               | 2020 - Repêchage                  |
| +019, | Mikaël Bédard         |      | Ailier droit         | 2013 - Signature                  |
| +021, | Anthony Verret        |      | Centre               | 2018 - Pétroliers du Nord         |
| +024, | Jonathan Ferland      |      | Ailier droit         | 2019 - Signature                  |
| +041, | Keven Cloutier        |      | Centre/Ailier gauche | 2015 - Signature                  |
| +055, | Dave Hamel            |      | Attaquant            | 2018 - 3L de Rivière-du-Loup      |
| +061, | Maxime Chagnon        |      | Centre               | 2022 - Repêchage                  |
| +071, | Tommy Veilleux        |      | Ailier gauche        | 2018 - Blizzard de Trois-Rivières |
| +077, | Jérémi Janneteau      |      | Centre               | 2019 - Signature                  |
| +081, | William Breton        |      | Ailier gauche        | 2018                              |
| +091, | Frédéric Bergeron     |      | Centre               | 2022 - Signature                  |

1. ↑  (en) « Saint-Georges-de-Beauce COOL-FM at eliteprospects.com », sur www.eliteprospects.com (consulté le 11 mars 2023)
2. ↑  « Cool FM 103,5 de Saint-Georges - Ligue Nord Américaine de Hockey », sur Cool FM 103,5 de Saint-Georges - Ligue Nord Américaine de Hockey (consulté le 11 mars 2023)